# Omphalucha extorris
Omphalucha extorris är en fjärilsart som beskrevs av W. Warren 1904. Omphalucha extorris ingår i släktet Omphalucha och familjen mätare. Inga underarter finns listade i Catalogue of Life.